# Spumula clemensiae
Spumula clemensiae är en svampart som beskrevs av Arthur & Cummins 1937. Spumula clemensiae ingår i släktet Spumula och familjen Raveneliaceae.   Inga underarter finns listade i Catalogue of Life.